# Überfall-/Einbruchmeldeanlagen bzw. Anlagen für Notfälle/Gefahren mit Anschluss an die Polizei
Überfallmeldeanlagen und/oder Einbruchmeldeanlagen (ÜMA/EMA) bzw. Anlagen für polizeilich relevante Notfälle oder Gefahren – in der ÜEA-Richtlinie allgemein als Gefahrenmeldeanlagen (GMA) bezeichnet – mit Anschluss an die Polizei (ÜEA) in Deutschland dienen im Rahmen eines umfassenden Sicherungskonzeptes dazu, bei entsprechenden Gefahrenlagen die Polizei direkt zu alarmieren, um polizeiliche Maßnahmen einleiten zu können. Hierbei soll auch die präventive Wirkung durch nachhaltige Verringerung des Tatanreizes berücksichtigt werden.
Automatische Alarmübertragungen an die Polizei aus ÜMA/EMA bzw. sonstigen, vergleichbaren Anlagen (z. B. Notfall- und Gefahren-Reaktions-Systeme (NGRS)) sind nur unter Einhaltung der ÜEA-Richtlinie zulässig.

## Anforderungen
Die „Bundeseinheitliche Richtlinie für Überfall-/Einbruchmeldeanlagen bzw. Anlagen für Notfälle/Gefahren mit Anschluss an die Polizei (ÜEA) – kurz: ÜEA-Richtlinie“ enthält hierfür die entsprechenden Anforderungen. Die Errichtung und der Betrieb von ÜEA können von der Polizei genehmigt werden, wenn im Einzelfall aufgrund polizeilicher Lagebeurteilungen zu erwarten ist, dass
- Personen wegen ihrer gesellschaftlichen Stellung (z. B. nach PDV 129 eingestufte gefährdete Personen),
- Personen, die aufgrund ihrer Funktion bzw. Tätigkeit (z. B. in raubgefährdeten Bereichen),
- Sachen wegen ihres bedeutenden Wertes oder wegen ihrer Eigenart,
- Körperschaften des öffentlichen Rechts, Unternehmen, Einrichtungen oder Sachen wegen ihrer wirtschaftlichen oder sonstigen Bedeutung

gefährdet sind und grundsätzlich ein öffentliches Interesse an ihrer Sicherheit besteht.

### Alarmweiterleitung an die Polizei
Zur Alarmweiterleitung an die Polizei ist je nach Vorgabe des Bundes bzw. des jeweiligen Bundeslandes berechtigt, wer aufgrund eines besonderen Vertrags mit der Polizei hierzu ermächtigt wurde. Bis 2016 hat die Polizei hierfür Konzessionen an sogenannte Konzessionäre vergeben. Seit der Ausgabe Juli 2017 der ÜEA-Richtlinie können die Bundesländer nunmehr auch sogenannte ÜEA-Provider hierfür berechtigen.
Vor der Errichtung einer Gefahrenmeldeanlagen (GMA), die an die Empfangseinrichtung der Polizei (EE-Pol) angeschlossen werden soll, ist im Auftrag des Anschlussbewerbers/Betreibers und Errichters/Instandhalters vom Konzessionär bzw. ÜEA-Provider rechtzeitig schriftlich ein Antrag zur Errichtung gemäß Anlage 3 der ÜEA-Richtlinie an die Polizei zu stellen. Dies gilt auch bei Neuanschlüssen von GMA die bisher noch nicht angeschlossen waren sowie nach einer Erweiterung oder wesentlicher Änderung von bereits angeschlossenen GMA. Mit der Installation/-Erweiterung/Änderung der Anlage darf grundsätzlich erst nach der Genehmigung durch die Polizei begonnen werden. Der weitere Ablauf ist in Nr. 4 der ÜEA-Richtlinie geregelt.
Die Alarmübertragung und -bearbeitung zur bzw. bei der Empfangseinrichtung der Polizei (EE-Pol) ist in der Anlage 10 der ÜEA-Richtlinie ausführlich beschrieben.

### Genehmigung
ÜEA dürfen nur von leistungsfähigen, qualifizierten Fachunternehmen errichtet, geändert, erweitert und instand gehalten werden (gemäß Anlage 7a der ÜEA-Richtlinie).
Bezüglich des Aufbaus einer ÜEA sind entsprechende Regelungen insbesondere in der Anlage 5 der ÜEA-Richtlinie „Projektierungs- und Installationshinweise für Überfall- und Einbruchmeldeanlagen“ enthalten, die zu beachten sind. Ein wichtiges Kriterium ist die Einhaltung der sogenannten Zwangsläufigkeit. Dies ist ein wesentliches Kriterium zur Vermeidung von Falschalarmen.
Seit der Ausgabe Juli 2017 der ÜEA-Richtlinie können auch Alarme von Notfall- und Gefahrenreaktionssystemen (NGRS), z. B. an die Polizei übertragen werden. Hierfür sind insbesondere die entsprechenden Regelungen der Anlage 5b der ÜEA-Richtlinie „Projektierungs- und Installationshinweise für Notfall- und Gefahren-Reaktions-Systeme (NGRS)“ zu beachten.
Die Polizei kann die Genehmigung widerrufen und die Abschaltung der Alarmübertragung zur Polizei durch den Konzessionär bzw. ÜEA-Provider veranlassen, wenn
- die Voraussetzungen nach Nr. 1.5 der ÜEA-Richtlinie entfallen,
- der Betreiber wechselt,
- der Instandhalter wechselt (insbesondere, wenn die Voraussetzungen nach Anlage 7 der ÜEA-Richtlinie von diesem nicht erfüllt werden),
- der Konzessionär bzw. ÜEA-Provider die entsprechenden Anforderungen nach dieser Richtlinie nicht mehr erfüllt,
- die Anlage ohne vorherige Genehmigung und erneute Abnahme wesentlich geändert wurde,
- die Anlage entgegen den Bestimmungen dieser Richtlinie betrieben wird,
- sich Mängel an der Anlage herausgestellt haben und diese trotz Aufforderung nicht abgestellt wurden,
- wiederholt Alarme durch Bedienungsfehler oder
- mehr als drei Falschalarme (auch in Folge von Bedienungsfehlern) pro je 50 Meldern einer GMA innerhalb von jeweils vier Wochen oder regelmäßig auftretende Falschalarme ausgelöst wurden.

Die Einsatzkräfte der Polizei sind bei Alarmauslösungen bemüht, unverzüglich zum Objekt zu gelangen und dabei oftmals unter Inanspruchnahme von Sonderrechten und der Gefährdung ihres Lebens und evtl. das unbeteiligter Dritter handeln zu müssen. Daher sind solche Interventionseinsätze auf die Alarme zu reduzieren, denen ein konkreter Anlass zugrunde liegt. Daher ist das oberste Ziel der ÜEA-Richtlinie, Falschalarme zu vermeiden.
GMA dürfen erst dann an die Empfangseinrichtung bei der Polizei (EE-Pol) angeschlossen werden, wenn sie durch Fachkräfte der Polizei abgenommen worden sind. Die Abnahme ist schriftlich über den entsprechenden Konzessionär der bzw. ÜEA-Provider Polizei zu beantragen. Hierfür gibt es in der ÜEA-Richtlinie entsprechenden Antragsvordrucke.

### Alarmfall
Im Alarmfall werden vom Konzessionär bzw. ÜEA-Provider der Polizei der Betreiber bzw. die von ihm benannten Verantwortlichen und der Instandhaltungsdienst der ÜEA unverzüglich benachrichtigt. Dies damit
- ein Schlüsselberechtigter nach einem Alarm unverzüglich am Objekt erscheint, um die Polizei entsprechend zu unterstützen,
- die Alarmursache ggf. unter Hinzuziehung des Instandhaltungsdienstes ermittelt wird,
- nach dem Einsatz der Polizei die erforderlichen Maßnahmen zur Sicherung des Objektes selbständig durchgeführt werden und
- die Anlage erst dann wieder scharfgeschaltet wird, wenn die Ursache des Alarms festgestellt und beseitigt wurde.

Die polizeilichen Kräfte sind nicht verpflichtet vor Ort mehr als 30 Minuten zu verharren, wenn der Schlüsselberechtigte des Betreibers nicht rechtzeitig erscheint. Für diesen Fall sind zwischen Konzessionär bzw. ÜEA-Provider entsprechende Ersatzmaßnahmen zur weiteren Sicherung des Objektes zu vereinbaren.
Die Alarmursache ist dem Konzessionär bzw. ÜEA-Provider durch den Betreiber schriftlich bekannt zu geben. Eine Auflistung der Alarmursachen ist der Polizei vom Konzessionär bzw. ÜEA-Provider auf Anforderung zur Verfügung zu stellen.

### Bildübertragung
In Zukunft sollen nach Abstimmung mit der Polizei differenzierte Alarmübertragungen mit Hilfe einer generierten Webseite,
- die den entsprechenden Lageplan mit Einblendung der aktuellen Alarme
- und ggf. Einblendung anwählbarer Kamerasymbole zur Initiierung einer Bildübertragung

darstellt, erfolgen. Hierüber sollen zur Lageermittlung auch die durch ein Videoüberwachungssystem (nach Anlage 5c der ÜEA-Richtlinie) aufgezeichneten Bilder (nach Anlage 6 der ÜEA-Richtlinie) abrufbar sein.
Diese Webseite ist in der Alarmempfangsstelle (AES) bzw. der Notruf- und Serviceleitstelle (NSL) zu generieren und der Polizei zum Abruf auf einem Server zur Verfügung zu stellen. Alle Netzzugänge zu diesem Server müssen gemäß dem aktuellen Stand der Technik und unter Beachtung der relevanten Vorgaben zum IT-Grundschutz des Bundesamtes für Sicherheit in der Informationstechnik (BSI) (insbesondere mit Firewall und Virenscanner) geschützt werden. Es ist stets darauf zu achten, dass die IT-Sicherheit gegeben ist (z. B. unverzügliches Durchführen sicherheitsrelevanter Updates).
Die Installation, Konfiguration, Wartung und Instandhaltung darf nur durch dafür ausreichend qualifiziertes und autorisiertes Personal erfolgen.
Die Art der Übertragung der Alarme (z. B. nach Bereich und Element) für die Einblendung im Plan ist entsprechend abzustimmen.

## ÜEA-Richtlinie
Die „Bundeseinheitliche Richtlinie für Überfall-/Einbruchmeldeanlagen bzw. Anlagen für Notfälle/Gefahren mit Anschluss an die Polizei (ÜEA) – kurz: ÜEA-Richtlinie“ ist eine von der Polizei in Deutschland herausgegebene Richtlinie. Sie enthält die entsprechenden Anforderungen zur Planung, Errichtung, Erweiterung, Änderung, Betrieb und Instandhaltung von GMA mit Anschluss an die Polizei. Bearbeitet wird die Richtlinie von der Expertengruppe „ÜEA“ im Auftrag der Kommission Grundlagen der Überwachungstechnik (KomGÜT) unter dem Vorsitz der Polizeiakademie Hessen (HPA).

### Version Stand Juli 2017
Mit der Ausgabe Juli 2017 wurde die Möglichkeit geschaffen, auch NGRS an die Polizei anzuschließen. Daher wurde der bis zu diesem Zeitpunkt existierende Name „Bundeseinheitliche Richtlinie für Überfall- und Einbruchmeldeanlagen mit Anschluss an die Polizei (ÜEA-Richtlinie)“ geändert und erweitert. Seit Juli 2017 ist der Titel nun „Bundeseinheitliche Richtlinie für Überfall-/Einbruchmeldeanlagen bzw. Anlagen für Notfälle/Gefahren mit Anschluss an die Polizei (ÜEA) – kurz: ÜEA-Richtlinie“.

### Version Stand Januar 2019
Bei der Überarbeitung der ÜEA-Richtlinie mit Stand Juli 2017 wurden hauptsächlich folgende Änderungen/Ergänzungen vorgenommen:
- Klarstellung, dass insbesondere NGRS mit dem Ziel des Herbeirufs von Hilfe in Amoksituationen grundsätzlich an die Polizei anzuschließen sind, um eine unmittelbare Verifikation über die Sprachkommunikation mit der auslösenden Person zu gewährleisten.
- Konkretisierung, dass Anlagen oder Anlageteile, die aufgrund einer Tastenbedienung o. Ä. automatisch eine polizeiliche Rufnummer (z. B. 110) anwählen, als NGRS gelten und somit nur unter Einhaltung der Anforderungen gemäß ÜEA-Richtlinie an die Polizei angeschlossen werden dürfen. Bereits bestehende Anlagen mit Alarmübertragung zur Polizei sind entsprechend nachzurüsten.
- Aufnahme von Regelungen zum Datenschutz unter Nr. 6 der ÜEA-Richtlinie sowie Integration der entsprechenden Hinweise als Anlage 12 „Datenschutzhinweise“.
- Aufnahme einer mit den einschlägigen Verbänden gemeinsam erstellten und abgestimmten Anlagenbeschreibung ÜMA/EMA bei Änderung/Ergänzung bestehender ÜEA.
- Aufnahme einer mit den einschlägigen Verbänden gemeinsam erstellten und abgestimmten Anlagenbeschreibung NGRS.
- Aufnahme einer mit den einschlägigen Verbänden gemeinsam erstellten und abgestimmten Anlagenbeschreibung VÜA/VSS inkl. Muster.
- Anpassung der Anlage 5a „Projektierungs- und Installationshinweise für ÜMA/EMA“ an den Stand der Richtlinie VdS 2311: 2017-04 (05).
- Diverse Klarstellungen und Konkretisierungen in der Anlage 5b „Projektierungs- und Installationshinweise für NGRS“.
- Neuaufnahme der Anlage 5c „Projektierungs- und Installationshinweise für VÜA“.
- Diverse Anpassungen in der Anlage 6 infolge der Neuaufnahme der Anlage 5c.
- Konkretisierung in der Anlage 7a „Voraussetzungen für ein Fachunternehmen und dessen Pflichten“, dass das Fachunternehmen für jede Bearbeitungsphase sowie für das jeweilige Fachgebiet über entsprechende Beschäftigte in allen Funktionen A, B, C gemäß DIN EN 16763 verfügen muss.
- Einfügung entsprechender Anforderungen an Fachunternehmen bezüglich NGRS in der Anlage 7a „Voraussetzungen für ein Fachunternehmen und dessen Pflichten“.
- Konkretisierung von Anforderungen sowie Aufnahme von Kurzbezeichnungen im Rahmen der differenzierten Alarmübermittlung in der Anlage 10 „Anforderungen an die Alarmübertragung und -bearbeitung zur bzw. an der EE-Pol“.
- Verschieben der früheren Anlage 12 als nunmehr Anlage 13 „Länderspezifische Zusatzbestimmungen“.

Neben dem Richtlinienteil hat die Ausgabe Januar 2019 nunmehr 17 Anlagen:
- Anlage 1: Abkürzungen, Begriffe und Definitionen
- Anlage 2: Aufbau einer ÜEA mit optionaler Bildübertragung (Abbildung)
- Anlage 3: Antrag zur Errichtung, Erweiterung, Änderung einer ÜEA
- Anlage 4: Antrag für die Abnahme einer ÜEA mit Abnahmeprotokoll und Anlagenbeschreibungen
- Anlage 5a: Projektierungs- und Installationshinweise für ÜMA/EMA (PIH-ÜMA/EMA)
- Anlage 5b: Projektierungs- und Installationshinweise für NGRS (PIH-NGRS)
- Anlage 5c: Projektierungs- und Installationshinweise für VÜA (PIH-VÜA)
- Anlage 6: Anforderungen an die Bildübertragung und Bildsteuerung
- Anlage 7a: Voraussetzungen für ein Fachunternehmen und dessen Pflichten
- Anlage 7b: Voraussetzungen für den Konzessionär/ÜEA-Provider und dessen Pflichten
- Anlage 8: Merkblatt für Betreiber von ÜEA
- Anlage 9: Überprüfungen von ÜEA
- Anlage 10: Anforderungen an die Alarmübertragung und -bearbeitung zur bzw. an der EE-Pol
- Anlage 11: Pflichtenheft für ÜEA-Provider
- Anlage 11a: Antrag für ÜEA-Provider
- Anlage 12: Datenschutzhinweise
- Anlage 13: Länderspezifische Zusatzbestimmungen

Die Anlage 4 enthät zudem nachfolgende Anlagenbeschreibungen:
- Anlagenbeschreibung ÜMA/EMA Überfall-/Einbruchmeldeanlage (für neue ÜEA)
- Anlagenbeschreibung ÜMA/EMA Änderung/Ergänzung (für Änderung/Ergänzung bestehender ÜEA)
- Anlagenbeschreibung NGRS Notfall- und Gefahrenreaktionssystem
- Anlagenbeschreibung VÜA/VSS Videoüberwachungsanlage
- Anlagenbeschreibung VÜA/VSS Muster

### Version Stand April 2020
Da die gemeinsam zwischen BHE Bundesverband Sicherheitstechnik, Polizei, VdS Schadenverhütung und dem Zentralverband Elektrotechnik- und Elektronikindustrie erarbeitete Anlagenbeschreibung ÜMA/EMA (für neue ÜEA) überarbeitet wurde, war ein Austausch dieser Vorlage erforderlich. Daher wurde im April 2020 die Anlagenbeschreibung ÜMA/EMA in der Anlage 4 der ÜEA-Richtlinie ausgetauscht, die ab diesem Zeitpunkt zu verwenden ist. Der Rest ist geblieben.

### Version Stand Oktober 2021
Im Oktober 2021 wurden in der Anlage 10 der ÜEA-Richtlinie die Kurzbezeichnungen im Rahmen der differenzierten Alarmanzeige (siehe Nr. 10) geändert und in der Anzahl minimiert, die ab diesem Zeitpunkt zu verwenden sind. Der Rest ist geblieben.
Daher trägt die aktuelle Version der ÜEA-Richtlinie folgenden Stand:
Bundeseinheitliche Richtlinie für Überfall-/Einbruchmeldeanlagen bzw. Anlagen für Notfälle/Gefahren mit Anschluss an die Polizei (ÜEA-Richtlinie) - Ursprungsstand Januar 2019 jedoch mit folgenden Änderungen:
- geänderte Anlagenbeschreibung ÜMA/EMA (April 2020)
- geänderte Kurzbezeichnungen in der Anlage 10 (Oktober 2021)

Stand: Oktober 2021

### Download der aktuellen Versionen
Im Internetauftritt der Polizei Hessen stehen die jeweils aktuellen Versionen der ÜEA-Richtlinie und der relevanten Einzeldokumente in der Rubrik „Prävention > Einbruch-/ Diebstahlschutz > Überfall- und Einbruchmeldeanlagen“ zum Download zur Verfügung. Dies sind:
(Neutrale) ÜEA-Richtlinie (Bundesfassung) und Einzeldokumente zum Download (Stand: Oktober 2021):
- Bundeseinheitliche Richtlinie für Überfall-/Einbruchmeldeanlagen bzw. Anlagen für Notfälle/Gefahren mit Anschluss an die Polizei (ÜEA-Richtlinie), mit geänderter Anlagenbeschreibung ÜMA/EMA
- ÜEA Anlage 3 - Antrag zur Errichtung, Erweiterung, Änderung einer ÜEA (Planungsphase)
- ÜEA Anlage 4 – Antrag für die Abnahme einer ÜEA mit Abnahmeprotokoll und Anlagenbeschreibungen (nach der Installation)
- ÜEA Anlage 4.1 - Anlagenbeschreibung Überfall-/Einbruchmeldeanlage (ÜMA/EMA) – (für neue ÜEA) => Neuer Stand: April 2020
- ÜEA Anlage 4.1a - Anlagenbeschreibung Änderung/Ergänzung der ÜMA/EMA (für Änderung/Ergänzung bestehender ÜEA)
- ÜEA Anlage 4.2 - Anlagenbeschreibung Notfall- und Gefahrenreaktionssystem (NGRS)
- ÜEA Anlage 4.3 - Anlagenbeschreibung Videoüberwachungsanlage (VÜA/VSS)
- ÜEA Anlage 11a - Antrag für ÜEA-Provider
- ÜEA Anlage 12 - Datenschutzhinweise (landes-/behördenspezifisch)
- Generator für Meldertexte zur differenzierten Alarmübertragung im Satztyp 54H des VdS 2465 Protokolls

ÜEA-Richtlinie (Hessen) und hessenspezifische Anlagen zum Download (Stand: Oktober 2021):
- Bundeseinheitliche Richtlinie für Überfall-/Einbruchmeldeanlagen bzw. Anlagen für Notfälle/Gefahren mit Anschluss an die Polizei (ÜEA-Richtlinie) mit länderspezifischen Zusatzbestimmungen für das Bundesland Hessen
- ÜEA Anlage 12 Hessen - Behördenspezifische Datenschutzhinweise für das Bundesland Hessen
- ÜEA Anlage 13 Hessen - Länderspezifische Zusatzbestimmungen für das Bundesland Hessen
- ÜEA Anlage 13a Hessen - Erläuternde Datenschutzinformation zur Durchführung einer Zuverlässigkeitsüberprüfung in Hessen
- ÜEA Anlage 13b Hessen - Antrag zur Durchführung einer Zuverlässigkeitsüberprüfung in Hessen
- ÜEA Anlage 13b Hessen - Datentabelle zum Antrag zur Durchführung einer Zuverlässigkeitsüberprüfung in Hessen

### Umsetzung in den einzelnen Bundesländern
Nach dem Durchlaufen der entsprechenden polizeilichen Ausschüsse wird vom entsprechenden Unterausschuss (UA IuK) die Empfehlung an den Bund und die Länder ausgesprochen, die jeweils aktuelle Fassung der ÜEA-Richtlinie verbindlich anzuwenden.
Der Zeitpunkt der Umsetzung in den Bundesländern obliegt dem jeweiligen Bundesland. Neue ÜEA sollen jedoch unter Beachtung der jeweils neuesten Ausgabe der ÜEA-Richtlinie projektiert und installiert werden.
Mit Wirkung vom 20. März 2019 hat der UA IuK die ÜEA-Richtlinie mit Stand Januar 2019 zur Einführung in den Bundesländern empfohlen.
In der Zwischenzeit wurden jedoch folgende geringfügige Änderungen vorgenommen:
- Im April 2020 wurde die Anlagenbeschreibung ÜMA/EMA in der Anlage 4 der ÜEA-Richtlinie ausgetauscht, die ab diesem Zeitpunkt zu verwenden ist.
- Im Oktober 2021 wurden die Kurzbezeichnungen im Rahmen der differenzierten Alarmanzeige (siehe Nr. 10) in der Anlage 10 der ÜEA-Richtlinie geändert und in der Anzahl minimiert, die ab diesem Zeitpunkt zu verwenden sind.

Zudem können die einzelnen Bundesländer in der Anlage 13 weitere länderspezifische Zusatzbestimmungen aufführen, die dann jeweils zusätzlich zu beachten sind.
Bis auf die spezifisch in jedem Bundesland in Deutschland in der Anlage 13 enthaltenen Vorgaben ist die Richtlinie bundesweit gültig und legt die notwendigen Mindestanforderungen fest mit dem Ziel, eine zuverlässige Meldungsgabe zu erreichen. Sie nennt die Voraussetzungen, unter denen ein Anschluss genehmigt oder abgeschaltet werden kann und regelt das Genehmigungsverfahren.